# Cubeatz
Cubeatz est un duo de producteurs de musique allemand, spécialisé dans le hip-hop. Le duo se compose des frères jumeaux Kevin et Tim Gomringer, originaires de Stuttgart. Cubeatz est connu pour son travail avec des producteurs et rappeurs tels que Drake, Meek Mill, Pusha T, G-Eazy, Bobby V, Kodak Black ,Vinylz et Allen Ritter. Le groupe est actuellement sous contrat avec Sony/ATV Music Publishing.

## Biographie
Le groupe Cubeatz se compose de deux frères jumeaux, Kevin et Tim Gomringer, nés le 15 mars 1991 à Sindelfingen. Le duo travaille à ses débuts pour le premier album du rappeur Fard, intitulé Invictus, dont l'album atteint la 11e place des Media Control Charts. Avec des productions pour des groupes comme Kool Savas et Farid Bang, ils sont certifiés disque d'or.
En 2013, le rappeur Born publie Seelenschrift auquel Cubeatz participe à la production.
En janvier 2016, Drake diffuse un nouveau single dans son émission de radio sur OVO Sound Radio, intitulée Summer Sixteen produit par Noah 40, Shebib, Boi-1da, et Cubeatz,.

## Discographie
- 2011 : Fard – S.O.S
- 2011 : Fard – Then You Are Chief
- 2011 : Fard – Alone
- 2011 : Fard – 60 Terrorbars (Las Vegas)
- 2012 : Warrant – To all Bloxx
- 2012 : Vega – Intro
- 2012 : Vega – So Far Away
- 2012 : Vega – His Friend
- 2012 : Vega – Fire
- 2012 : Farid Bang – White Warrior
- 2012 : PA Sports – Scars of Time
- 2012 : PA Sports – Send Me a Sign
- 2012 : PA Sports – Cold as Ice
- 2012 : KC Rebell – Intro
- 2012 : KC Rebell – 123
- 2012 : KC Rebell – White Fairy
- 2012 : KC Rebell – Eagle
- 2012 : KC Rebell – Reddish-Blue Light
- 2012 : KC Rebell – Outro
- 2012 : Sadiq & Du Maroc – Outro
- 2012 : Lacrim – R.I.P.R.O.
- 2012 : Lacrim – Sta iv
- 2012 : Lacrim – Outro
- 2012 : Silla – Just Like You
- 2012 : PA Sports – Intro
- 2012 : PA Sports – Majid
- 2012 : Lacrim – Intro
- 2012 : Lacrim – Un arabe à Miami
- 2013 : Fard feat. Bobby V – Too Late/I Remember
- 2013 : Arrest Warrant feat. Celo & Abdi, Capo & Veysel – Locker Easy
- 2013 : Kollegah & Farid Bang – Town That Never Sleeps
- 2013 : KC Rebell – Skit Dream
- 2013 : KC Rebell feat. Vega & PA Sports – Kopfkino
- 2013 : Timeless feat. Vega – The Morning After
- 2013 : Du Maroc – Face Off
- 2013 : Solid feat. Nazar – Power Power
- 2013 : Animus – I'm here for You
- 2013 : Animus – Beast Mode
- 2013 : Animus – No Consideration
- 2013 : Animus – The Hardest Battle
- 2013 : Bosca – As Long as it Beats
- 2013 : MAJOE & Jasko (MAJOE vs. Jasko)
- 2013 : Kurdo – Fear
- 2013 : PA Sports feat. Marashi – Let Go
- 2013 : PA Sports – Outro
- 2013 : Hamad 45 – Word of Mouth
- 2014 : Olexesh feat. Fard – Brother When I'm Rich
- 2014 : Kurdo – Fear
- 2014 : Fard & Snaga – Midnight
- 2014 : Fard & Snaga – Law Abiding Citizen
- 2014 : PA Sports feat. Mehrzad Marashi – Let Go
- 2014 : KC Rebell – Hayvan
- 2014 : KC Rebell – Eye
- 2014 : KC Rebell – Are You There
- 2014 : KC Rebell – Rebel Army
- 2014 : PA Sports feat. Kianush – The Gang
- 2014 : PA Sports feat. Kianush – Bloody Path
- 2014 : PA Sports feat. Kianush – Wild Wild West
- 2014 : MAJOE feat. Jasko – Bastard
- 2014 : MAJOE feat. KC Rebell & Summer Cem – Sometimes
- 2014 : Summer Cem – 100
- 2014 : Summer Cem feat. KC Rebell – Morphine
- 2014 : Summer Cem – #teamsummer (Outro)
- 2014 : Summer Cem – HAK (Intro)
- 2014 : Summer Cem – Aboow
- 2014 : Summer Cem – Before the Rolex
- 2014 : Summer Cem – Cheer Up Bitch
- 2014 : Summer Cem – Rainbow
- 2014 : Summer Cem feat. Kurdo – Magic Casino
- 2014 : Summer Cem – Standing Together\Coincide
- 2014 : Summer Cem – Cems Bond
- 2014 : Summer Cem – Without You
- 2014 : Summer Cem – Bitch Better Have My Para
- 2014 : Kool Savas – Limit
- 2015 : Farid Bang – FDM
- 2015 : Vega – 1312
- 2015 : Vega – Hip-Hop & Rap
- 2015 : KC Rebell – Porcelain
- 2015 : Meek Mill feat. Drake – R.I.C.O. (en collaboration avec Vinylz & Allen Ritter)
- 2015 : G-Eazy – Oh Well
- 2015 : PA Sports – On Target
- 2015 : Joell Ortiz – Human (Intro)
- 2015 : Hanyball – Money
- 2015 : Fard – Huckleberryfinnphase
- 2016 : Drake – Summer Sixteen (en collaboration avec Noah « 40 » Shebib, Boi-1da, Brian Bennett & The Winans)
- 2016 : Drake - Hype (en collaboration avec Boi-1da, Nineteen85 & The Beat Bully)
- 2016 : ScHoolboy Q - THat Part (en collaboration avec Cardo & Yung Exclusive)
- 2016 : Dreezy - Spazz (en collaboration avec TM88)
- 2016 : 21 Savage - No Heart (en collaboration avec Metro Boomin & Southside)
- 2016 : Travi$ Scott feat. Blac Youngsta - coordinate (en collaboration avec TM88)
- 2016 : Travi$ Scott feat. Kid Cudi - through the late night (en collaboration avec Cardo)
- 2016 : Travi$ Scott - sweet sweet (en collaboration avec Mike Dean, Murda & WondaGurl)
- 2016 : Travi$ Scott - goosebumps (en collaboration avec Cardo & Yung Exclusive)
- 2016 : Lil Uzi Vert - Grab the Wheel (en collaboration avec DJ Don Cannon)
- 2016 : Kool Savas feat. PA Sports, Gentleman & Vega - On & On
- 2016 : Snoop Dogg - Coolaid Man (en collaboration avec Cardo)
- 2016 : 24hrs - Monster Truck (en collaboration avec Murda Beatz)
- 2016 : Young Thug - I Might (en collaboration avec Murda Beatz)
- 2016 : Murda Beatz feat. PartyNextDoor & Quavo - More (en collaboration avec Murda Beatz)
- 2016 : Murda Beatz feat. Jay Whiss - Brown Money (en collaboration avec Murda Beatz & OZ)
- 2016 : Murda Beatz feat. Ty Dolla Sign - 9 Times Out of 10 (en collaboration avec Murda Beatz)
- 2016 : Gucci Mane - Stutter (en collaboration avec Murda Beatz)
- 2016 : Gucci Mane - Yet (en collaboration avec Murda Beatz)
- 2018 : The Weeknd feat. Kendrick Lamar - Pray For Me
- 2019 : Booba - "PGP" (en collaboration avec Exel The Future)